# 11499 Duras
A 11499 Duras (ideiglenes jelöléssel 1989 RL) a Naprendszer kisbolygóövében található aszteroida. Eric Walter Elst fedezte fel 1989. szeptember 2-án.